# Adelaide de Lipa-Biesterfeld
Adelaide de Lipa-Biesterfeld (22 de junho de 1870 - 3 de setembro de 1948) era a filha mais velha de Ernesto, Conde de Lipa-Biesterfeld e da condessa Karoline von Wartensleben, tia do príncipe Bernardo de Lipa-Biesterfeld e avó de Regina de Saxe-Meiningen.

## Família e primeiros anos

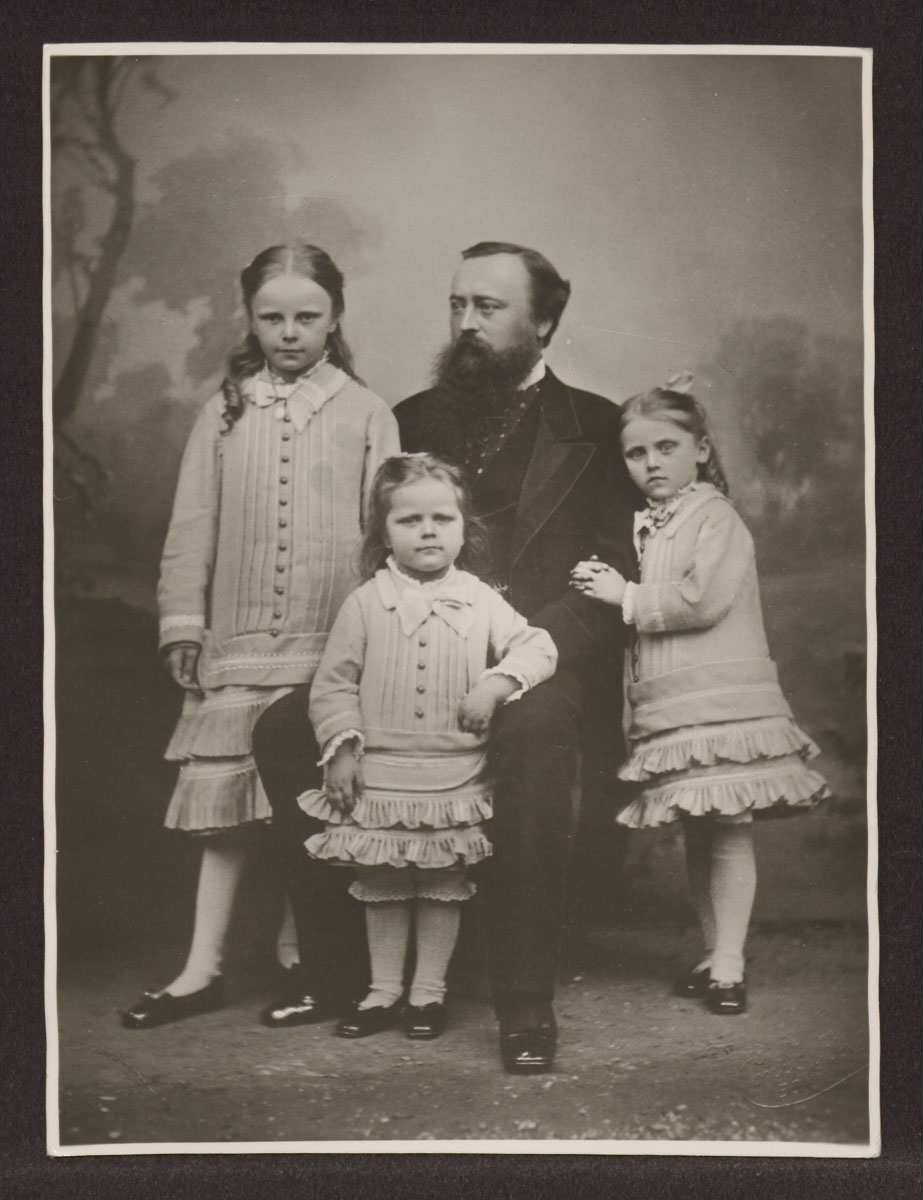
Adelaide (esquerda) com o pai e as duas irmãs mais novas

Adelaide nasceu a 22 de Junho de 1870, filha de Ernesto II, Conde de Lipa-Biesterfeld e da sua esposa, a condessa Karoline von Wartensleben.
Após a morte de Valdemar, Príncipe de Lipa, em 1895, os seus pais envolveram-se numa disputa pela regência e sucessão no principado de Lipa. Apesar de o irmão mais novo de Valdemar, Alexandre, ter sucedido, não era capaz de governar devido a uma doença mental. Por isso, dois ramos da Casa de Lipa reclamaram o direito de governar numa regência. Uma vez que a bisavó de Adelaide pertencia à baixa nobreza, os membros da sua família não eram vistos como membros completos da realeza. Essa mesma ideia ameaçaria também mais tarde a sucessão no ducado de Saxe-Meiningen, uma vez que Adelaide se casou com o herdeiro aparente do ducado. Se o seu pai fosse considerado de estatuto menor, poderia ser considerado que a posição dela também não era suficiente para a família do marido.
Foi escolhido o príncipe Adolfo de Eschaumburgo-Lipa, cunhado do cáiser Guilherme II da Alemanha, mas Ernesto conseguiu tornar-se regente de Lipa-Detmold a 17 de Julho de 1897, graças a uma ordem do tribunal.

## Casamento e filhos
Adelaide se casou com o príncipe Frederico João de Saxe-Meiningen, um jovem filho de Jorge II, Duque de Saxe-Meiningen em 24 de abril de 1889. Eles tiveram os seguintes filhos juntos: 
1. Teodora of Saxe-Meiningen (29 de maio de 1890 – 12 de março de 1972), casada com Guilherme Ernesto, Grão-Duque de Saxe-Weimar-Eisenach; com descendência.
2. Adelaide de Saxe-Meiningen (16 de agosto de 1891 – 25 de abril de 1971), casada com o príncipe Adalberto da Prússia; com descendência.
3. Jorge, Príncipe de Saxe-Meiningen (11 de outubro de 1892 – 6 de janeiro de 1946), casado com a condessa Klara-Maria von Korf; com descendência. Morreu como prisioneiro de guerra dos russos
4. Ernesto de Saxe-Meiningen (23 de setembro de 1895 – 17 de agosto de 1914) morreu em combate durante a Primeira Guerra Mundial, perto de Maubeuge, França.
5. Luísa de Saxe-Meiningen (13 de março de 1899 – 14 de fevereiro de 1985) casada com o barão Götz von Wangenheim.
6. Bernardo, Príncipe de Saxe-Meiningen (30 de junho de 1901 – 4 de outubro de 1984), casado primeiro com Margot Grössler; com descendência. Casado depois com a baronesa Vera Schäffer von Bernstein.

## Títulos, estilos, honras e braços

### Títulos e estilos
- 22 de junho de 1870 - 24 de abril de 1889: Sua Alteza a condessa Adelaide de Lipa-Biesterfeld
- 24 de abril de 1889 - 3 de setembro de 1948: Sua Alteza a princesa Adelaide de Saxe-Meiningen

## Genealogia
| Adelaide de Lipa-Biesterfeld | Pai: Ernesto, Conde de Lipa-Biesterfeld | Avô paterno: Júlio, Conde de Lipa-Biesterfeld | Bisavô paterno: Ernesto, Conde de Lipa-Biesterfeld  |
| Adelaide de Lipa-Biesterfeld | Pai: Ernesto, Conde de Lipa-Biesterfeld | Avô paterno: Júlio, Conde de Lipa-Biesterfeld | Bisavó paterna: Modeste von Unruh                   |
| Adelaide de Lipa-Biesterfeld | Pai: Ernesto, Conde de Lipa-Biesterfeld | Avó paterna: Adelaide de Castell-Castell      | Bisavô paterno: Frederico, Conde de Castell-Castell |
| Adelaide de Lipa-Biesterfeld | Pai: Ernesto, Conde de Lipa-Biesterfeld | Avó paterna: Adelaide de Castell-Castell      | Bisavó paterna: Emília de Hohenlohe-Langenburg      |
| Adelaide de Lipa-Biesterfeld | Mãe: Karoline von Wartensleben          | Avô materno: Leopoldo, Conde de Wartensleben  | Bisavô materno: Cäsar, Conde de Wartensleben        |
| Adelaide de Lipa-Biesterfeld | Mãe: Karoline von Wartensleben          | Avô materno: Leopoldo, Conde de Wartensleben  | Bisavó materna: Frederica von Gfug                  |
| Adelaide de Lipa-Biesterfeld | Mãe: Karoline von Wartensleben          | Avó materna: Mathilde Halbach                 | Bisavô materno: Arnold Halbach                      |
| Adelaide de Lipa-Biesterfeld | Mãe: Karoline von Wartensleben          | Avó materna: Mathilde Halbach                 | Bisavó materna: Caroline Bohlen                     |